# Ralph Brunner
Ralph Brunner (* 21. November 1971 in Wiggensbach) ist ein früherer deutscher Rennrollstuhlsportler und Teilnehmer der Sommer-Paralympics 2000 in Sydney, der Sommer-Paralympics 2004 in Athen und der Sommer-Paralympics 2008 in Peking. Bei den Sommer-Paralympics in Sydney gewann er die Bronzemedaille mit der 4-mal-100-Meter-Staffel.

## Sportliche Karriere
Seine Disziplinen sind der 1500, 5000 Meter und der Marathonlauf. Seine Behinderung ist eine Doppel-Oberschenkelamputation. Sein Verein war der HSC Erfurt. Seine Trainerin war Christiane Peters. Er belegte bei den Europameisterschaften 2001 den 3. Platz über 1500 Meter. Bei den Weltmeisterschaften 2002 wurde er 2. mit der 4-mal-100-Meter-Staffel und bei den Weltmeisterschaften 2007 belegte er den 3. Platz über 5000 Meter. Bei den Paralympics 2008 in Peking belegte er im Marathon den 10. Platz.
Brunner ist von Beruf Techniker. Er ist verheiratet und hat zwei Kinder.